# جان کانتون
 جان کانتون (انگلیسی: John Canton؛ زاده ۳۱ ژوئیهٔ ۱۷۱۸ درگذشته ۲۲ مارس ۱۷۷۲) یک فیزیک‌دان اهل انگلستان بود.

## جوایز
وی همچنین برنده جوایزی همچون مدال کاپلی شده است.